# Psittacus
Psittacus este un gen de papagali din subfamilia Psittacinae. Acesta conține două specii: papagalul gri african (Psittacus erithacus) și papagalul Timneh (Psittacus timneh). Timp de mulți ani, papagalul Timneh a fost clasificat ca o subspecie a papagalului gri african. În 2012, taxonii au fost recunoscuți ca specii separate de către BirdLife International pe baza diferențelor genetice, morfologice, de penaj și vocale.

## Taxonomie
Genul Psittacus a fost introdus în 1758 de naturalistul suedez Carl Linnaeus în cea de-a zecea ediție a lucrării sale Systema Naturae. Numele genului înseamnă în latină „papagal”. Linnaeus a inclus în gen toți cei 37 de papagali cunoscuți la acea vreme, iar dintre aceștia George Robert Gray a desemnat papagalul gri african (Psittacus erithacus) ca specie tip.

### Specii
Genul conține două specii:
- Psittacus erithacus – papagal gri african
- Psittacus timneh – papagal Timneh